# Æterlegemet
Æterlegemet er i forskellige esoteristiske eller spirituelle kredse anset som værende en del af et felt af farvede energier, som omgiver mennesket og andre levende væsener, også benævnt auraen. Det æteriske legeme er den første eller laveste felt af "energier". Æterlegement følger menneskets krop og rækker ca. 5 cm ud fra kroppen. Æterlegements funktion angives således at modtage energi fra solen og æterisk energi fra fødevarer, og herefter fordele disse energier til resten af legemet og andre lag i auraen. 
| Pseudovidenskab | Spire Denne artikel om pseudovidenskab er en spire som bør udbygges. Du er velkommen til at hjælpe Wikipedia ved at udvide den. |